# 宫本雄二
宫本雄二（日语：／ Miyamoto Yūji，1946年7月3日—）是一名日本外交家，“知华派”人物之一，1997年任日本驻华全权公使，2006年4月10日就任日本驻华大使。2010年因丹羽宇一郎接任而卸任。

## 生平
1946年7月3日，生于日本九州福冈县。
1969年，京都大学法律系毕业，进入外务省工作。
京都大學畢業後，奉外務省指派前往台灣，在台灣台北國立台灣師範大學附屬「國語中心」深造中文，歷兩年餘。並在奉召回國前推出中文著作若干。
历任裁军课长、中国课长、外务省汉语研修所副所长(培训来华外交人员)、日本驻华全权公使、日本驻亚特兰大总领事、冲绳担当大臣。

## 外交主张
宫本雄二对中日关系的基本建议:

首先，要在两国的主流社会普及一种基本共识，认识到，经济的发展是两国关系健康发展的基础，两国经济是相互依存的。

- 在中日问题上追随前任驻华大使阿南惟茂，被称为“迷你阿南”。
- 认为发展中日关系的起点是主打“经济牌”；
- 希望中国将军费支出透明化；
- 质疑对日本国内将中国作为潜在敌人的说法；
- 积极支持日本对华贷款，认为是双赢的举动；
- 认为中日两国人民彼此了解得还很不够，两国间存在很多误会，双方都应该去对方的国家多看看；
- 认为靖国神社问题可以解决

## 荣誉

### 日本勋章奖章
- 瑞宝重光章（2020年11月3日公布[1]）：外交贡献

## 个人生活

### 家庭
妻子宫本明子，一儿一女

### 个人爱好
- 高尔夫球